# Kasteel Norenburg

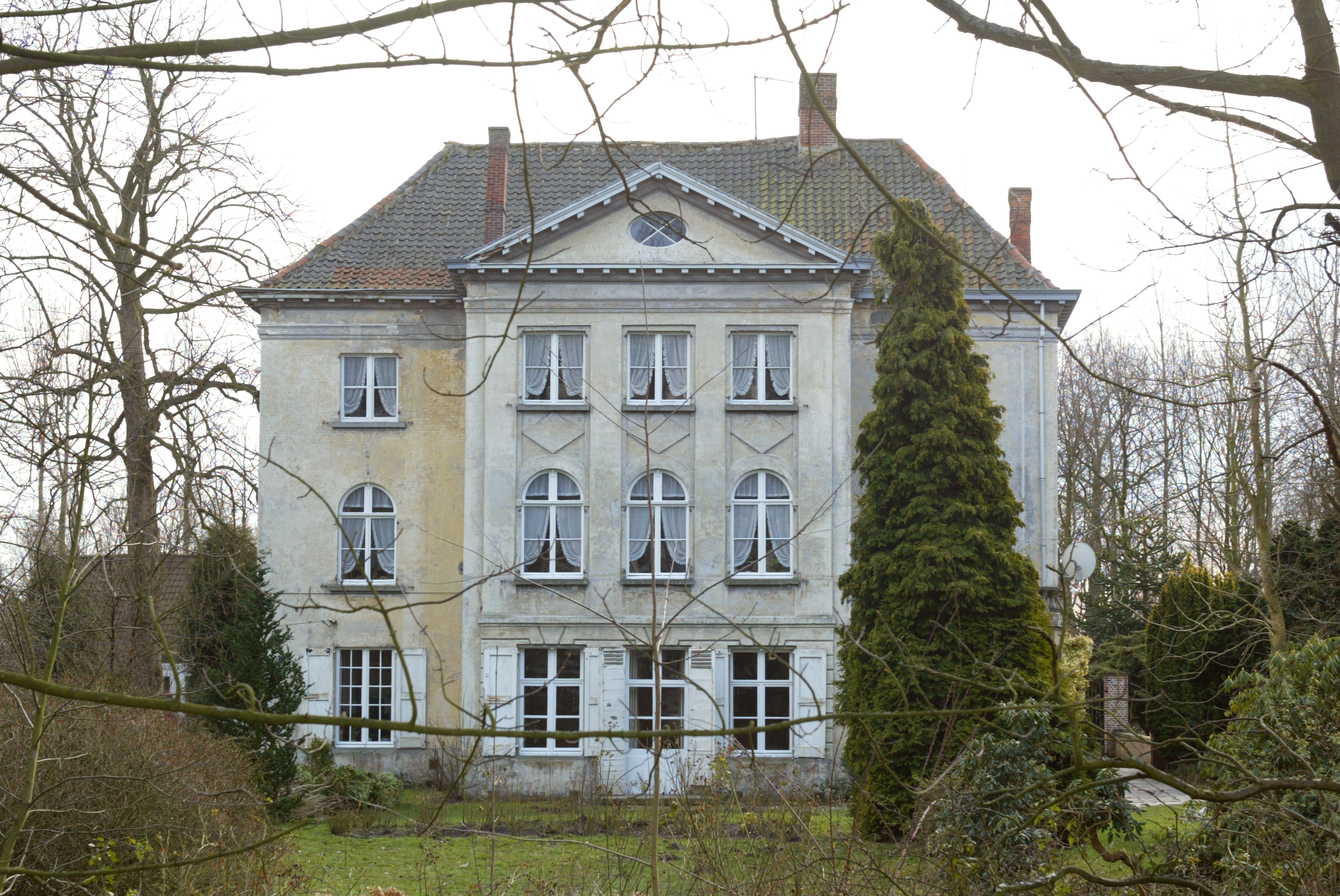
Kasteel Norenburg in Sint-Andries

Kasteel Norenburg is een kasteel in de tot de West-Vlaamse stad Brugge behorende deelgemeente Sint-Andries, gelegen aan Waggelwater 19.

## Geschiedenis
Het kasteel werd voor het eerst vermeld op een kaart van Pieter Pourbus van omstreeks 1565. Het kasteel Noorenburch lag binnen een dubbele omgrachting, en einde 18e eeuw was er sprake van een L-vormig kasteel binnen een vierkante omgrachting en bedrijfsgebouwen buiten de gracht.
Begin 19e eeuw werd het huidige kasteel opgetrokken, waarin delen van het reeds aanwezige gebouw werden opgenomen. Omstreeks 1870 werden buiten de gracht agrarische gebouwen opgericht. In 1907 werd het domein gesplitst: Het kasteel binnen de gracht en de gebouwen buiten de gracht. In 1830 werd het kasteel nog uitgebreid.

## Gebouw
Het kasteeldomein ligt ingeklemd tussen het Kanaal Brugge-Oostende en een bedrijventerrein. Aan de overkant van het kanaal ligt het AZ Sint-Jan ziekenhuis en ten oosten de Koninklijke Roeivereniging Brugge.
Het omgrachte kasteel heeft een rechthoekige plattegrond en oogt in de neoclassicistische stijl van de 19e eeuw, maar de kern is ouder. Het middenrisaliet is drie traveeën breed en daarboven bevindt zich een driehoekig fronton. Het gehele gebouw heeft drie bouwlagen.